# Landkreis Schmalkalden-Meiningen
Landkreis Schmalkalden-Meiningen är ett distrikt (Landkreis) i sydvästra delen av det tyska förbundslandet Thüringen.

## Administrativ indelning
I förvaltningsrättslig mening finns i modern tid ingen skillnad mellan begreppet Stadt (stad) gentemot Gemeinde (kommun). Följande kommuner och städer ligger i Landkreis Schmalkalden-Meiningen: 

### Städer
| - Brotterode-Trusetal - Oberhof | - Schmalkalden | - Steinbach-Hallenberg | - Zella-Mehlis |

### Kommuner
| - Floh-Seligenthal | - Grabfeld | - Rhönblick |  |

### Förvaltningsgemenskaper

#### Breitungen/Werra
| - Breitungen/Werra | - Fambach | - Rosa | - Roßdorf |

#### Dolmar-Salzbrücke
| - Belrieth - Christes - Dillstädt - Einhausen | - Ellingshausen - Kühndorf - Leutersdorf - Neubrunn | - Obermaßfeld-Grimmenthal - Ritschenhausen - Rohr | - Schwarza - Utendorf - Vachdorf |

#### Hohe Rhön
| - Birx - Erbenhausen | - Frankenheim/Rhön | - Kaltennordheim | - Oberweid |

#### Meiningen
| - Meiningen (stad) | - Rippershausen | - Sülzfeld | - Untermaßfeld |

#### Wasungen-Amt Sand
| - Friedelshausen | - Mehmels | - Schwallungen | - Wasungen |